# Road Rules
Road Rules is een door MTV uitgezonden reality-televisieprogramma, oorspronkelijk geproduceerd door Mary-Ellis Bunim en Jonathan Murray. Het werd voor het eerst uitgezonden in 1995, de serie was de op een naar grootste reality-televisieprogramma op MTV na The Real World. Het programma is geannuleerd na het veertiende seizoen. Na Bunims dood aan borstkanker in 2004, blijft Murray het programma onder de naam Bunim/Murray Productions alleen produceren.

## Geschiedenis
De serie gaat over zes willekeurige mensen die samen enkele weken in een camper reizen. De regels van de serie zijn als volgt: elke week zijn er twee missies die de Road Rulers moeten voltooien; in totaal zijn er 16 missies. Zodra er een missie niet voltooid is, moeten de Road Rulers oppassen, want de eerstvolgende keer dat er geen missie wordt voltooid, wordt er iemand weggestemd. Als er gewelddadig gedrag wordt vertoond, wordt die speler naar huis gestuurd. De spelers die er aan het einde nog zijn, krijgen een prijs, bijvoorbeeld een auto, een vakantie of een bepaalde hoeveelheid geld. De eerste twee seizoenen werd de serie alleen in de Verenigde Staten uitgezonden, maar tijdens het derde seizoen ging de serie al naar Europa. Elk seizoen verhuisde de serie naar een andere plek. Elke aflevering werd tot een tijdsduur van 30 minuten gevormd.

## Trivia
- Elk seizoen bij Road Rules was één missie ook een confrontatie met The Real World. Omdat de kijkcijfers van die afleveringen zo hoog waren, werd er een nieuwe serie bedacht getiteld The Real World/Road Rules Challenge (tegenwoordig: The Challenge). Die serie draaide in 2014 nog steeds.
- De eerste vier seizoenen bestond de cast uit 5 spelers. De rest van de seizoenen waren er 6 spelers die aan het programma meededen.
- Aanvankelijk was het programma geannuleerd na het dertiende seizoen, maar MTV besloot om drie jaar later een nieuw seizoen te maken.